# Carolina Aguirre
Carolina Aguirre, född 29 januari 1996, är en colombiansk bågskytt. Hon deltog vid olympiska sommarspelen 2016.